# 国際DORIS事業
国際DORIS事業（こくさいどりすじぎょう、英: International DORIS Service; IDS）は、国際測地学協会（IAG）の事業の一つで国際地球回転・基準系事業 (IERS) との緊密な連携により運営しており、DORISデータおよび導出した成果を通じて測地学および地球物理学の研究活動を助ける役務を提供する。DORISの国際観測や技術開発の推進を目的として、2003年に国際測地学協会（IAG）の下に設立された国際協働事業を行う国際機関である。中央局をフランス・オート＝ガロンヌ県ラモンヴィル・サンタニュ (Ramonville Saint-Agne) の Collecte Localisation Satellites (CLS) に置く。

## 機能
国際DORIS事業 (IDS) は、参加機関の国際協力に基づき、幅広い用途や実験の目的を達成するのに十分な正確さを備えたDORISの観測データセットを収集、保管、および配布する。これらのデータセットからIDS追跡所の座標および速度、地心および地球基準座標系の目盛、高い正確さのDORIS衛星暦、地球姿勢パラメータ (EOPs) などの成果を導出している。
これらの成果は国際地球基準座標系 (ITRF) の世界的にアクセス可能な現示とその改善、固体地球の変形の監視、験潮儀での地殻変動の監視、水圏（海面、氷床など）の変動の監視、科学衛星の軌道決定などの現代の科学的な目的で活用するのに十分な正確さを備える。
また、国際DORIS事業 (IDS) は国際地球回転・基準系事業 (IERS) の技術センターの一つに位置付けられている。